# Chris Walla
Pour les articles homonymes, voir Walla.
Chris Walla (aussi connu en tant que Christopher Walla) (né le 2 novembre 1975 à Bothell, Washington) était le guitariste et producteur du groupe Death Cab for Cutie. Il a aussi un projet solo nommé Martin Youth Auxiliary. La plupart de son travail n’a jamais été exposé au grand public. Sous son nom, une cassette a été enregistrée chez Elsinor records ; seulement une douzaine de copies ont été faites. Récemment, il a annoncé qu’il sortirait un album chez Barsuk Records. Walla a produit, enregistré et mixé plusieurs albums, dont ceux de The Decemberists, Nada Surf, The Long Winters, Travis Morrison (de The Dismemberment Plan), The Velvet Teen, Hot Hot Heat, Tegan and Sara et plusieurs autres. Il réside actuellement à Portland, Oregon.

## Discographie

### Albums studio
- 2007 - Field Manual
- 2015 - Tape Loops (Instrumental)